# ルールダービー

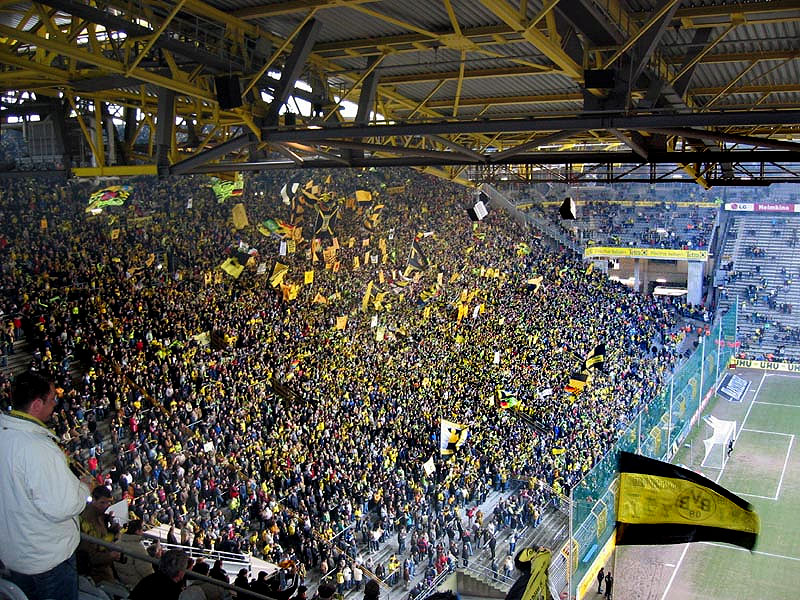
ルールダービー時のボルシア・ドルトムントの応援

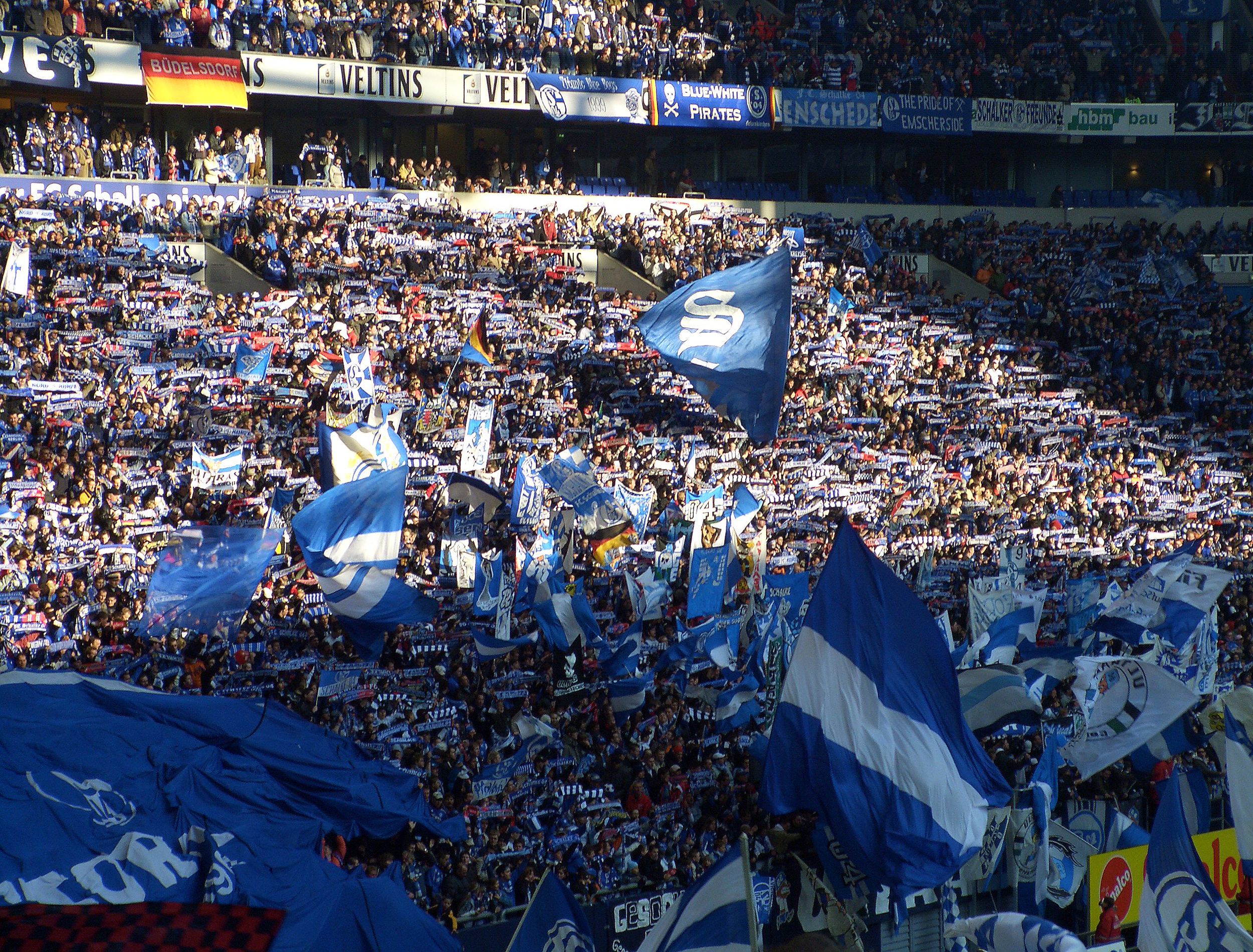
シャルケ04の応援

ルールダービー（独: Ruhrderby）またはレフィアダービー（独: Revierderby）は、ドイツのサッカークラブであるボルシア・ドルトムントとシャルケ04の間で行われる試合の総称である。
どちらのクラブもノルトライン＝ヴェストファーレン州・ルール工業地帯に本拠地を置き、シャルケ04の本拠地があるゲルゼンキルヒェンとボルシア・ドルトムントの本拠地があるドルトムントは約20kmしか離れていない。レフィアはドイツ語で「地域」、「地区」を意味する。

## 歴史

### ブンデスリーガ発足以前

#### 初期の対戦
1925年5月3日にシャルケ04とボルシア・ドルトムントが初対戦し、シャルケ04が4-2で勝利した。シャルケ04は1925年から1927年までに行われたダービー全3試合に勝利し、その後は1936年にガウリーガが発足するまで対戦することはなかった。

#### ガウリーガ
1936年にガウリーガが発足すると、ドルトムントのシャルケ04に対するライバル意識はいっそう高まった。シャルケ04はこの時代のドイツの盟主であり、8年間に4度の国内リーグ優勝と1度の国内カップ優勝を果たしている。16回のダービーが行われ、シャルケ04が14勝1分1敗とドルトムントを圧倒したが、1943年11月14日にドルトムントはダービー初勝利を飾っている。戦時中に行われたウェストファリア・チャンピオンシップでドルトムントがシャルケ04に3-2で勝利し、シャルケ04がこの地域の盟主であった時代は終わりを告げた。

#### オーバーリーガ
第二次世界大戦後、ドイツはソ連・イギリス・フランス・アメリカの4カ国に占領されたが、1949年にドイツ連邦共和国（西ドイツ）が成立しオーバーリーガが発足した。この時代はドルトムントの栄光の時代であり、1947年から1963年までの間の32回のダービーでドルトムントは7敗しかせず、1955-56シーズン・1956-57シーズン・1962-63シーズンには国内リーグ優勝を果たしている。

### ブンデスリーガ
1963年にブンデスリーガが創設されてもドルトムントの優勢は変わらず、1963年からの10試合中8試合に勝利した。1968年4月20日のシャルケ04の勝利が転機となり、再びシャルケ04の時代が訪れたが、1971-72シーズンをもってドルトムントが2部リーグに降格したため、1975年まで対戦することはなかった。シャルケ04は1977年11月5日の対戦まで10年近くダービー無敗を続けたが、その後は互角の成績が続いた。1988-89シーズン終了後にシャルケ04が2部リーグに降格し、1991-92シーズンまで対戦がなかった。シャルケ04の昇格後初の対戦は劇的な試合だった。シャルケ04は開幕後4戦で3得点しか上げられず、ダービーはドルトムント有利と思われていたが、1-1で前半を終えるとシャルケ04の攻撃陣が後半に爆発し、5-2で大勝した。結局、このシーズンのドルトムントは得失点差によりVfBシュトゥットガルトに優勝をさらわれ、ダービーでの敗戦が響いた格好となった。1994年から2001年までの間にドルトムントは3回の国内リーグ優勝を飾り、ダービーの対戦成績も優勢だった。

## ホームスタジアム
| チーム名               | スタジアム名 （命名権名称）                                     | 収容人員 | 画像 | 備考 |
| ---------------------- | --------------------------------------------------------------- | -------- | ---- | ---- |
| ボルシア・ドルトムント | ヴェストファーレンシュタディオン （ジグナル・イドゥナ・パルク） | 80,708人 |      |      |
| シャルケ04             | アレナ・アウフシャルケ （フェルティンス・アレーナ）             | 61,524人 |      |      |

## 戦績
2023年3月11日時点
| 初期の対戦        | 初期の対戦 | 初期の対戦 | 初期の対戦 | 初期の対戦 | 初期の対戦 | 初期の対戦 | 初期の対戦 |
| クラブ            | 試合       | 勝         | 分         | 敗         | 得点       | 失点       | 差         |
| ----------------- | ---------- | ---------- | ---------- | ---------- | ---------- | ---------- | ---------- |
| シャルケ04        | 4          | 3          | 0          | 1          | 15         | 7          | +8         |
| ドルトムント      | 4          | 1          | 0          | 3          | 7          | 15         | -8         |
| ガウリーガ        |            |            |            |            |            |            |            |
| クラブ            | 試合       | 勝         | 分         | 敗         | 得点       | 失点       | 差         |
| シャルケ04        | 16         | 14         | 1          | 1          | 84         | 11         | +73        |
| ドルトムント      | 16         | 1          | 1          | 14         | 11         | 84         | -73        |
| オーバーリーガ    |            |            |            |            |            |            |            |
| クラブ            | 試合       | 勝         | 分         | 敗         | 得点       | 失点       | 差         |
| ドルトムント      | 32         | 15         | 10         | 7          | 63         | 43         | +17        |
| シャルケ04        | 32         | 7          | 10         | 15         | 43         | 63         | -17        |
| ブンデスリーガ    |            |            |            |            |            |            |            |
| クラブ            | 試合       | 勝         | 分         | 敗         | 得点       | 失点       | 差         |
| ドルトムント      | 100        | 37         | 31         | 32         | 161        | 139        | +22        |
| シャルケ04        | 100        | 32         | 31         | 37         | 139        | 161        | -22        |
| DFBポカール       |            |            |            |            |            |            |            |
| クラブ            | 試合       | 勝         | 分         | 敗         | 得点       | 失点       | 差         |
| シャルケ04        | 6          | 3          | 1          | 2          | 10         | 9          | +1         |
| ドルトムント      | 6          | 2          | 1          | 3          | 9          | 10         | -1         |
| DFLリーガポカール |            |            |            |            |            |            |            |
| クラブ            | 試合       | 勝         | 分         | 敗         | 得点       | 失点       | 差         |
| シャルケ04        | 1          | 1          | 0          | 0          | 2          | 1          | +1         |
| ドルトムント      | 1          | 0          | 0          | 1          | 1          | 2          | -1         |
| 通算              |            |            |            |            |            |            |            |
| クラブ            | 試合       | 勝         | 分         | 敗         | 得点       | 失点       | 差         |
| シャルケ04        | 184        | 71         | 48         | 65         | 342        | 287        | +55        |
| ドルトムント      | 184        | 65         | 48         | 71         | 287        | 342        | -55        |

## 節目の試合
両者に関係する試合
| 出来事             | 日時           | スコア                       |
| ------------------ | -------------- | ---------------------------- |
| 初対戦             | 1925年5月3日   | シャルケ04 4-2 ドルトムント  |
| 初ドロー           | 1938年1月30日  | ドルトムント 3-3 シャルケ04  |
| 初スコアレスドロー | 1951年4月22日  | シャルケ04 0-0 ドルトムント  |
| 1試合最多得点      | 1939年3月12日  | ドルトムント 3-7 シャルケ04  |
| 同上               | 1940年10月20日 | シャルケ04 10-0 ドルトムント |

シャルケ04
| 出来事   | 日時           | スコア |
| -------- | -------------- | ------ |
| 初勝利   | 1925年5月3日   | 4-2    |
| 最多得点 | 1940年10月20日 | 10-0   |

ドルトムント
| 出来事   | 日時           | スコア |
| -------- | -------------- | ------ |
| 初勝利   | 1943年11月14日 | 1-0    |
| 最多得点 | 1966年2月26日  | 7-0    |

## 試合一覧
| 日付           | 場所                             | スコア | 大会           | 観客数 |
| -------------- | -------------------------------- | ------ | -------------- | ------ |
| 1964年1月25日  | ローテ・エルデ                   | 3–0    | ブンデスリーガ | 34,000 |
| 1965年2月13日  | ローテ・エルデ                   | 4–0    | ブンデスリーガ | 33,000 |
| 1966年2月26日  | ローテ・エルデ                   | 7–0    | ブンデスリーガ | 25,000 |
| 1966年11月12日 | ローテ・エルデ                   | 6–2    | ブンデスリーガ | 43,000 |
| 1967年11月5日  | ローテ・エルデ                   | 2–1    | ブンデスリーガ | 27,000 |
| 1969年3月11日  | ローテ・エルデ                   | 0–1    | ブンデスリーガ | 38,000 |
| 1969年9月6日   | ローテ・エルデ                   | 1–1    | ブンデスリーガ | 39,000 |
| 1970年9月12日  | ローテ・エルデ                   | 1–2    | ブンデスリーガ | 40,000 |
| 1972年3月4日   | ローテ・エルデ                   | 0–3    | ブンデスリーガ | 38,000 |
| 1976年12月11日 | ヴェストファーレンシュタディオン | 1–1    | ブンデスリーガ | 54,000 |
| 1977年11月5日  | ヴェストファーレンシュタディオン | 2–1    | ブンデスリーガ | 53,700 |
| 1979年3月19日  | ヴェストファーレンシュタディオン | 2–0    | ブンデスリーガ | 45,000 |
| 1979年11月3日  | ヴェストファーレンシュタディオン | 2–1    | ブンデスリーガ | 54,000 |
| 1981年2月21日  | ヴェストファーレンシュタディオン | 2–2    | ブンデスリーガ | 50,000 |
| 1982年9月19日  | ヴェストファーレンシュタディオン | 2–0    | ブンデスリーガ | 50,000 |
| 1984年12月1日  | ヴェストファーレンシュタディオン | 4–1    | ブンデスリーガ | 41,000 |
| 1986年4月22日  | ヴェストファーレンシュタディオン | 1–1    | ブンデスリーガ | 34,000 |
| 1987年4月11日  | ヴェストファーレンシュタディオン | 1–0    | ブンデスリーガ | 49,000 |
| 1987年9月19日  | ヴェストファーレンシュタディオン | 4–1    | ブンデスリーガ | 44,000 |
| 1992年2月15日  | ヴェストファーレンシュタディオン | 2–0    | ブンデスリーガ | 52,800 |
| 1992年8月22日  | ヴェストファーレンシュタディオン | 0–2    | ブンデスリーガ | 43,000 |
| 1993年12月3日  | ヴェストファーレンシュタディオン | 1–1    | ブンデスリーガ | 42,400 |
| 1994年10月8日  | ヴェストファーレンシュタディオン | 3–2    | ブンデスリーガ | 42,800 |
| 1996年4月13日  | ヴェストファーレンシュタディオン | 0–0    | ブンデスリーガ | 42,400 |
| 1997年5月3日   | ヴェストファーレンシュタディオン | 1–0    | ブンデスリーガ | 55,000 |
| 1997年12月19日 | ヴェストファーレンシュタディオン | 2–2    | ブンデスリーガ | 55,000 |
| 1998年11月14日 | ヴェストファーレンシュタディオン | 3–0    | ブンデスリーガ | 69,000 |
| 2000年5月13日  | ヴェストファーレンシュタディオン | 1–1    | ブンデスリーガ | 68,600 |
| 2000年9月23日  | ヴェストファーレンシュタディオン | 0–4    | ブンデスリーガ | 68,600 |
| 2002年2月16日  | ヴェストファーレンシュタディオン | 1–1    | ブンデスリーガ | 68,600 |
| 2002年9月14日  | ヴェストファーレンシュタディオン | 1–1    | ブンデスリーガ | 68,600 |
| 2004年1月30日  | ヴェストファーレンシュタディオン | 0–1    | ブンデスリーガ | 83,000 |
| 2004年12月5日  | ヴェストファーレンシュタディオン | 0–1    | ブンデスリーガ | 83,000 |
| 2005年8月13日  | ヴェストファーレンシュタディオン | 1–2    | ブンデスリーガ | 80,708 |
| 2007年5月12日  | ジグナル・イドゥナ・パルク       | 2–0    | ブンデスリーガ | 81,264 |
| 2008年2月10日  | ジグナル・イドゥナ・パルク       | 2–3    | ブンデスリーガ | 80,708 |
| 2008年9月13日  | ジグナル・イドゥナ・パルク       | 3–3    | ブンデスリーガ | 80,552 |
| 2009年9月26日  | ジグナル・イドゥナ・パルク       | 0–1    | ブンデスリーガ | 80,720 |
| 2011年2月4日   | ジグナル・イドゥナ・パルク       | 0–0    | ブンデスリーガ | 80,552 |
| 2011年11月26日 | ジグナル・イドゥナ・パルク       | 2–0    | ブンデスリーガ | 80,720 |
| 2012年10月20日 | ジグナル・イドゥナ・パルク       | 1–2    | ブンデスリーガ | 80,645 |
| 2014年3月25日  | ジグナル・イドゥナ・パルク       | 0–0    | ブンデスリーガ | 77,600 |
| 2015年11月8日  | ジグナル・イドゥナ・パルク       | 3–2    | ブンデスリーガ | 79,956 |
| 2016年10月29日 | ジグナル・イドゥナ・パルク       | 0–0    | ブンデスリーガ | 80,179 |
| 2017年11月25日 | ジグナル・イドゥナ・パルク       | 4–4    | ブンデスリーガ | 80,179 |
| 2019年4月27日  | ジグナル・イドゥナ・パルク       | 2–4    | ブンデスリーガ | 80,196 |
| 2020年5月16日  | ジグナル・イドゥナ・パルク       | 4–0    | ブンデスリーガ | 0      |
| 2020年10月24日 | ジグナル・イドゥナ・パルク       | 3–0    | ブンデスリーガ | 300    |
| 2022年9月17日  | ジグナル・イドゥナ・パルク       | 1–0    | ブンデスリーガ | 81,100 |

| 日付           | 場所                     | スコア | 大会           | 観客数 |
| -------------- | ------------------------ | ------ | -------------- | ------ |
| 1963年9月7日   | Glück-Auf Kampfbahn      | 3–1    | ブンデスリーガ | 38,000 |
| 1964年9月26日  | パルクシュタディオン     | 2–6    | ブンデスリーガ | 40,000 |
| 1965年9月18日  | パルクシュタディオン     | 2–3    | ブンデスリーガ | 40,000 |
| 1967年4月29日  | パルクシュタディオン     | 1–4    | ブンデスリーガ | 32,000 |
| 1968年4月20日  | パルクシュタディオン     | 1–0    | ブンデスリーガ | 38,000 |
| 1968年9月14日  | パルクシュタディオン     | 4–1    | ブンデスリーガ | 35,000 |
| 1970年1月31日  | パルクシュタディオン     | 1–1    | ブンデスリーガ | 33,000 |
| 1971年2月27日  | パルクシュタディオン     | 0–0    | ブンデスリーガ | 30,000 |
| 1971年9月11日  | パルクシュタディオン     | 1–0    | ブンデスリーガ | 35,000 |
| 1977年5月21日  | パルクシュタディオン     | 4–2    | ブンデスリーガ | 70,600 |
| 1978年4月1日   | パルクシュタディオン     | 0–2    | ブンデスリーガ | 62,000 |
| 1978年11月25日 | パルクシュタディオン     | 5–1    | ブンデスリーガ | 40,000 |
| 1980年2月21日  | パルクシュタディオン     | 2–2    | ブンデスリーガ | 50,000 |
| 1982年9月6日   | パルクシュタディオン     | 1–2    | ブンデスリーガ | 38,000 |
| 1983年3月5日   | パルクシュタディオン     | 1–2    | ブンデスリーガ | 35,000 |
| 1985年6月1日   | パルクシュタディオン     | 3–1    | ブンデスリーガ | 42,000 |
| 1985年12月10日 | パルクシュタディオン     | 6–1    | ブンデスリーガ | 27,000 |
| 1986年9月20日  | パルクシュタディオン     | 2–1    | ブンデスリーガ | 44,500 |
| 1988年3月26日  | パルクシュタディオン     | 3–0    | ブンデスリーガ | 32,300 |
| 1991年8月24日  | パルクシュタディオン     | 5–2    | ブンデスリーガ | 70,200 |
| 1993年2月27日  | パルクシュタディオン     | 0–0    | ブンデスリーガ | 70,200 |
| 1993年8月15日  | パルクシュタディオン     | 1–0    | ブンデスリーガ | 65,000 |
| 1995年4月8日   | パルクシュタディオン     | 0–0    | ブンデスリーガ | 70,925 |
| 1995年10月28日 | パルクシュタディオン     | 1–2    | ブンデスリーガ | 70,960 |
| 1996年11月2日  | パルクシュタディオン     | 1–3    | ブンデスリーガ | 71,021 |
| 1997年8月9日   | パルクシュタディオン     | 1–0    | ブンデスリーガ | 68,200 |
| 1999年5月5日   | パルクシュタディオン     | 1–1    | ブンデスリーガ | 61,700 |
| 1999年12月15日 | パルクシュタディオン     | 0–0    | ブンデスリーガ | 52,420 |
| 2001年2月24日  | パルクシュタディオン     | 0–0    | ブンデスリーガ | 62,109 |
| 2001年9月15日  | アレナ・アウフシャルケ   | 1–0    | ブンデスリーガ | 60,204 |
| 2003年2月22日  | アレナ・アウフシャルケ   | 2–2    | ブンデスリーガ | 60,878 |
| 2003年8月2日   | アレナ・アウフシャルケ   | 2–2    | ブンデスリーガ | 61,014 |
| 2005年5月14日  | アレナ・アウフシャルケ   | 1–2    | ブンデスリーガ | 61,524 |
| 2006年2月4日   | フェルティンス・アレーナ | 0–0    | ブンデスリーガ | 61,524 |
| 2006年12月10日 | フェルティンス・アレーナ | 3–1    | ブンデスリーガ | 61,482 |
| 2007年8月18日  | フェルティンス・アレーナ | 4–1    | ブンデスリーガ | 60,482 |
| 2009年2月20日  | フェルティンス・アレーナ | 1–1    | ブンデスリーガ | 61,673 |
| 2010年2月26日  | フェルティンス・アレーナ | 2–1    | ブンデスリーガ | 60,673 |
| 2010年9月19日  | フェルティンス・アレーナ | 1–3    | ブンデスリーガ | 60,069 |
| 2012年4月14日  | フェルティンス・アレーナ | 1–2    | ブンデスリーガ | 61,673 |
| 2013年3月9日   | フェルティンス・アレーナ | 2–1    | ブンデスリーガ | 61,673 |
| 2013年10月26日 | フェルティンス・アレーナ | 1–3    | ブンデスリーガ | 61,973 |
| 2014年9月27日  | フェルティンス・アレーナ | 2–1    | ブンデスリーガ | 61,153 |
| 2016年4月10日  | フェルティンス・アレーナ | 2–2    | ブンデスリーガ | 61,670 |
| 2017年4月1日   | フェルティンス・アレーナ | 1–1    | ブンデスリーガ | 62,271 |
| 2018年4月15日  | フェルティンス・アレーナ | 2–0    | ブンデスリーガ | 61,786 |
| 2018年12月8日  | フェルティンス・アレーナ | 1–2    | ブンデスリーガ | 61,767 |
| 2019年10月26日 | フェルティンス・アレーナ | 0–0    | ブンデスリーガ | 61,873 |
| 2021年2月20日  | フェルティンス・アレーナ | 0–4    | ブンデスリーガ | 0      |
| 2023年3月11日  | フェルティンス・アレーナ | 2–2    | ブンデスリーガ |        |

### カップ戦
| 日付           | 場所                             | ホーム       | スコア       | アウェー     | 大会                     | 観客数 |
| -------------- | -------------------------------- | ------------ | ------------ | ------------ | ------------------------ | ------ |
| 1975年10月18日 | パルクシュタディオン             | シャルケ     | 2–1          | ドルトムント | DFBポカール 2回戦        | 65,000 |
| 1984年10月13日 | ヴェストファーレンシュタディオン | ドルトムント | 1–1 （延長） | シャルケ     | DFBポカール 2回戦        | 37,000 |
| 1984年10月31日 | パルクシュタディオン             | シャルケ     | 3–2          | ドルトムント | DFBポカール 2回戦再試合  | 45,000 |
| 1988年12月10日 | パルクシュタディオン             | シャルケ     | 2–3          | ドルトムント | DFBポカール ラウンド16   | 47,300 |
| 1998年9月23日  | ヴェストファーレンシュタディオン | ドルトムント | 1–0 （延長） | シャルケ     | DFBポカール 2回戦        | 60,000 |
| 2000年11月29日 | パルクシュタディオン             | シャルケ     | 2–1          | ドルトムント | DFBポカール ラウンド16   | 58,400 |
| 2001年7月17日  | Nattenberg Stadion               | 中立地       | 2–1          | 中立地       | DFBリーガポカール 準決勝 | 15,300 |
| 2011年7月23日  | フェルティンス・アレーナ         | シャルケ     | 0–0 (PK)     | ドルトムント | DFBスーパーカップ        |        |

## ルールダービー・ベストイレブン

### ブンデスリーガ公式の選ぶルールダービーのドルトムントベストイレブン[1]
GK
- ロマン・ヴァイデンフェラー

DF
- ローター・フーバー

- ネヴェン・スボティッチ

- アルフレッド・ネイハイス

- ラインホルト・ヴォザプ

MF
- ヘンリク・ムヒタリアン

- ミヒャエル・ツォルク

- 香川真司

FW
- エビ・スモラレク

- ローター・エメリッヒ

- アレクサンダー・フライ

### ブンデスリーガ公式の選ぶルールダービーベストイレブン[2]
GK
- イェンス・レーマン

DF
- オラフ・トーン

- ナウド

- ラインホルト・ヴォザプ

MF
- クラウス・フィヒテル

- ミヒャエル・ツォルク

- インゴ・アンデルブリュッゲ

- 香川真司

FW
- ピエール＝エメリク・オーバメヤン

- クラウス・フィッシャー

- ローター・エメリッヒ